# Marathon van Eindhoven 2023
De ASML Marathon Eindhoven 2023 werd gelopen op zondag 8 oktober 2023. Het was de 39e editie van deze Marathon van Eindhoven. De Keniaan Kenneth Kipkemoi haalde bijna een minuut van het parkoersrecord af en eindigde in 2:04.52 (chiptijd 2:04.51). Na dertig kilometer liepen de als tweede en derde geëindigde Cyrus Mutai en Dominic Ngeno samen met Kipkemoi aan de leiding. Hij liep in de laatste kilometers van zijn landgenoten weg en finishte solo. Tiende werd Gerd Devos die daarmee Belgisch kampioen werd.
Bij de vrouwen won de op de marathon debuterende Chloé Herbiet met een tijd van 2:27.54 (chiptijd 2:27.53). Slechts twee Belgische atletes waren ooit sneller. Haar landgenote Astrid Verhoeven werd tweede en verbeterde haar persoonlijk record met twee minuten en dertien seconden. Derde werd de Ethiopische olympisch kampioene van 2012 Tiki Gelana. Zij ging lange tijd solo aan de leiding en werd halverwege de wedstrijd ingehaald door het Belgische duo.
Naast de hele marathon kende het evenement ook wedstrijden over de halve marathon, kwart marathon, een City Run van 5 km en Mini Marathon van een Engelse mijl. In totaal liepen er ruim 25,5 duizend atleten mee, waarvan ruim 8,5 duizend vrouwen. Op zaterdag werden twee Urban Walks georganiseerd van twaalf en twintig kilometer lengte.

## Uitslagen

### Marathon
Mannen
| rang   | naam                | land | tijd    |
| ------ | ------------------- | ---- | ------- |
| Goud   | Kenneth Kipkemoi    | KEN  | 2:04.52 |
| Zilver | Cyrus Mutai         | KEN  | 2:06.11 |
| Brons  | Dominic Ngeno       | KEN  | 2:07.26 |
| 4      | John Kimaiyo Kemboi | KEN  | 2:09.09 |
| 5      | Gevin Kerich        | KEN  | 2:11.04 |
| 6      | Philip Koech        | KEN  | 2:11.10 |
| 7      | Isaac Temoi         | KEN  | 2:11.22 |
| 8      | Edwin Kiptoo        | KEN  | 2:14.20 |
| 9      | Josphat Tuei        | KEN  | 2:17.10 |
| 10     | Gerd Devos          | BEL  | 2:21.21 |
|        |                     |      |         |
| 13     | Dennis de Freytas   | NED  | 2:23.37 |

Vrouwen
| rang   | naam                      | land | tijd    |
| ------ | ------------------------- | ---- | ------- |
| Goud   | Chloé Herbiet             | BEL  | 2:27.54 |
| Zilver | Astrid Verhoeven          | BEL  | 2:29.21 |
| Brons  | Tiki Gelana               | ETH  | 2:31.17 |
| 4      | Maurine Ricour            | BEL  | 2:33.07 |
| 5      | Karen Van Proeyen         | BEL  | 2:34.09 |
| 6      | Mildred Kinyanya Jepkemei | KEN  | 2:37.57 |
| 7      | Valentine Mathy           | BEL  | 2:43.28 |
| 8      | Leentje Hellemans         | BEL  | 2:45.29 |
| 9      | Anneleen Vande Riviere    | BEL  | 2:46.56 |
| 10     | Tineke Heuveling          | NED  | 2:52.28 |

### BK marathon mannen
| rang   | naam                 | tijd    |
| ------ | -------------------- | ------- |
| Goud   | Gerd Devos           | 2:21.21 |
| Zilver | Jan Vervaet          | 2:22.23 |
| Brons  | Laurens Vanderlinden | 2:23.38 |

### BK marathon vrouwen
| rang   | naam             | tijd    |
| ------ | ---------------- | ------- |
| Goud   | Chloé Herbiet    | 2:27.54 |
| Zilver | Astrid Verhoeven | 2:29.21 |
| Brons  | Maurine Ricour   | 2:33.07 |

### Halve marathon
Mannen
| rang   | naam              | land | tijd    |
| ------ | ----------------- | ---- | ------- |
| Goud   | Daniel Fagi       | BEL  | 1:04.17 |
| Zilver | Arne Agten        | BEL  | 1:06.28 |
| Brons  | Ties van den Hurk | NED  | 1:06.31 |
| 4      | Marco van Erp     | NED  | 1:06.36 |
| 5      | Sibren Lochs      | NED  | 1:06.43 |
| 6      | Braeden Charlton  | CAN  | 1:06.51 |
| 7      | Mats Lunders      | BEL  | 1:06.54 |
| 8      | Luuk Verbaandert  | NED  | 1:08.19 |
| 9      | Marvin D'Aurilio  | BEL  | 1:09.08 |
| 10     | Wout Lambreghts   | BEL  | 1:09.59 |

Vrouwen
| rang   | naam                       | land | tijd    |
| ------ | -------------------------- | ---- | ------- |
| Goud   | Roxane Cleppe              | BEL  | 1:15.40 |
| Zilver | Elisabetta Ribera d'Alcalà | ITA  | 1:21.17 |
| Brons  | Eline de Jong              | NED  | 1:22.14 |
| 4      | Amber van Oort             | NED  | 1:24.02 |
| 5      | Emerie Sheridan            | USA  | 1:24.15 |
| 6      | Amber Bisschop             | NED  | 1:25.29 |
| 7      | Lotte van Leeuwen          | NED  | 1:26.04 |
| 8      | Loïs Caubo                 | NED  | 1:26.05 |
| 9      | Corinde van Es             | NED  | 1:26.18 |
| 10     | Melissa van den Reek       | NED  | 1:26.53 |

### Kwart marathon
Mannen
| rang   | naam        | land | tijd  |
| ------ | ----------- | ---- | ----- |
| Goud   | Rens Smeets | NED  | 33.13 |
| Zilver | Luc Schout  | NED  | 34.02 |
| Brons  | Wesley Mols | NED  | 34.56 |

Vrouwen
| rang   | naam              | land | tijd  |
| ------ | ----------------- | ---- | ----- |
| Goud   | Jiske Wessels     | NED  | 39.42 |
| Zilver | Rian van de Burgt | NED  | 43.29 |
| Brons  | Jen Whiteman      | GBR  | 44.23 |

### 5 km
Mannen
| rang   | naam             | land | tijd  |
| ------ | ---------------- | ---- | ----- |
| Goud   | Michael Potthoff | GER  | 15.11 |
| Zilver | Luc Heesterbeek  | NED  | 15.24 |
| Brons  | William Webster  | NED  | 15.33 |

Vrouwen
| rang   | naam               | land | tijd  |
| ------ | ------------------ | ---- | ----- |
| Goud   | Valerie Savelsberg | NED  | 21.23 |
| Zilver | Jasmijn Castelijns | NED  | 21.33 |
| Brons  | Anne Jonker        | NED  | 21.41 |

1959 ·
1960 ·
1982 ·
1984 ·
1986 ·
1988 ·
1990 ·
1991 ·
1992 ·
1993 ·
1994 ·
1995 ·
1996 ·
1997 ·
1998 ·
1999 ·
2000 ·
2001 ·
2002 ·
2003 ·
2004 ·
2005 ·
2006 ·
2007 ·
2008 ·
2009 ·
2010 ·
2011 ·
2012 ·
2013 ·
2014 ·
2015 ·
2016 ·
2017 ·
2018 ·
2019 ·
2020 ·
2021 ·
2022 ·
2023 ·
2024 ·
2025